# Liste des US Routes au Vermont
Les US Routes au Vermont font partie du réseau des US Routes. Celles-ci sont entretenues par le Vermont Agency of Transportation (VTrans).

## Liste
| Numéro | Longueur (mi) | Longueur (km) | Terminus sud / ouest                                   | Terminus nord / est                                  | Créée | Notes |
| ------ | ------------- | ------------- | ------------------------------------------------------ | ---------------------------------------------------- | ----- | ----- |
| US 2   | 150,52        | 242,24        | US 2 à la frontière de l'État de New York à Alburgh    | US 2 à la frontière du New Hampshire à Guildhall     | 1926  |       |
| US 4   | 66,06         | 106,31        | US 4 à la frontière de l'État de New York à Fair Haven | US 2 à la frontière du New Hampshire à Hartford      | 1926  |       |
| US 5   | 192,32        | 309,50        | US 5 à la frontière du Massachusetts à Guilford        | QC 143 à la frontière canadienne à Derby Line        | 1926  |       |
| US 7   | 176,33        | 283,77        | US 7 à la frontière du Massachusetts à Pownal          | I-89 à Highgate                                      | 1926  |       |
| US 302 | 35,75         | 57,53         | US 2 à Montpelier                                      | US 302 à la frontière du New Hampshire à Wells River | 1935  |       |
|        |               |               |                                                        |                                                      |       |       |